# Бориславський завод РЕМА
ПАТ «Бориславський завод «РЕМА» — потужне машинобудівне підприємство, що спеціалізується на виготовленні запчастин для газомотокомпресорів 10 ГКН, 10 ГКМ, 10 ГКНА, 10 ГКМА, МК-8, запчастин до верстатів-гойдалок СК-3, СКД-3, СКН-3, СК -5, СКН-5, СК-6, СКД-6, 6СК-6, СК-8, 7СК-8, СК-8, СКД-8, СК-10, СКН-10, UP9T, UP-12T, комплексних повітроочисних пристроїв КВОУ, фільтрів тонкої очистки повітря і газу, теплообмінного обладнання, запчастин до АГНКС, запчастин для транспорту, медичної апаратури.